# Lleialtat lingüística
La lleialtat lingüística és la disposició d'un parlant a no abandonar l'ús de la llengua pròpia de la comunitat lingüística a la qual pertany. Mollà i Viana (1989) recullen que, seguint la definició de Weinreich, la defensa de la llengua pròpia té lloc en un doble sentit: defensa de l'estructura lingüística i de l'ús.
Aquest fenomen no es dona en societats monolingües o en societats amb la llengua normalitzada, així com tampoc en zones en què, malgrat que hi hagi conflicte lingüístic, la major part de la societat manté la llengua subordinada. La lleialtat lingüística va lligada a una opció ideològica, nascuda d’uns sentiments d’amenaça real o imaginària cap a la llengua, que té per objectiu actuar activament davant la interferència lingüística i afavorir l’ús de la llengua pròpia en tots els àmbits per tal d’evitar una possible substitució lingüística.
No s'ha de confondre amb la lleialtat lingüística inconscient i natural, que es produeix com a conseqüència d’una falta d’oportunitats per abandonar la llengua en qüestió. Aquesta seria una actitud passiva que ha estat batejada amb diferents noms: lleialtat vegetal, lleialtat rutinària i lleialtat tribal. En tot cas, per evitar confusions i simplificar la terminologia es pot seguir la proposta de Vicent Pitarch, qui parla de lleialtat activa per distingir-la clarament de la lleialtat rutinària.
A més a més, la lleialtat lingüística i aspiracions nacionalistes no han de tenir forçosament finalitats paral·leles, perquè la defensa de l'estructura i de l’ús d’una determinada llengua no implica, necessàriament, l'existència de tals pretensions. La lleialtat lingüística es genera en les situacions de contacte de la mateixa manera que el nacionalisme es desenvolupa en les fronteres ètniques. Per tant, la comparació entre lleialtat lingüística i nacionalisme no significa que siguin dos conceptes que vagin sempre units. Uriel Weinreich va formular el concepte de lleialtat lingüística per descriure una realitat en el camp del llenguatge que seria equivalent al concepte de nacionalisme en el de nacionalitat. Això no obstant, segons aquest autor, es pot donar una defensa de les estructures i dels usos d'una llengua sense tenir aspiracions nacionalistes. De fet, com indiquen Mollà i Viana (1989) nacionalismes com l'irlandès i el basc no impliquen una actitud de lleialtat lingüística explícita.

## Antecedents
Uriel Weinreich (1953) va escriure: «la lleialtat lingüística, com el nacionalisme, designaria l'estat mental en què la llengua (com la nacionalitat), en tant que ens intangible, i en contrast amb altres llengües, assumeix una posició elevada en una escala de valors, posició que necessita ser defensada». Per tant, es tracta d'una actitud lingüística conscient que té com a objectiu mantenir, d'una banda, l'estructura i el vocabulari de la seva llengua davant la interferència lingüística i, de l'altra, el seu ús en tots els àmbits davant d'una possible substitució lingüística.

## Conseqüències lingüístiques
La lleialtat lingüística explícita suposa el rebuig a les interferències, una actitud de defensa enfront de la llengua dominant o veïna i l'adhesió a la varietat estàndard que aglutina els parlants i en permet l'ús en tots els àmbits.
En situacions de conflicte lingüístic, la lleialtat lingüística implica que una minoria culta de societat civil promou la recuperació de l'ús de la llengua en els àmbits formals que havia perdut a favor de la llengua dominant. En aquests casos, la lleialtat lingüística va de la mà amb el sentiment nacionalista i inicia un procés de normalització lingüística. El llenguatge hi actua com a element aglutinador.
A la Concise encyclopedia of sociolinguistics, en la relació entre llenguatge i identitat, s'inclouen les diferents perspectives des de les quals s'ha enfocat el tema de la llengua i la identitat des del punt de vista regional, social, ètnic, de gèneres i nacional. En aquest últim, s'expliquen situacions de conflicte lingüístic en les quals la llengua és emprada com un instrument de domini:
Les nacions estat modernes tenen un pes important en la unió idealitzada de la llengua i la identitat tot disposant de diferents mesures de pressió: ja sigui forçant una llengua als ciutadans; imposant una definició constitucional de llengua nacional, oficial o estatal; o bé d'altres maneres com ara exercint el control sobre la llengua a través de l'educació, la llei, la justícia, etc .

## El cas català
La Societat Catalana de sociolingüística usa habitualment en els seus treballs un terme anomenat «norma de convergència al castellà» (NCCs) per referir-se a la pràctica observable fàcilment entre els catalanoparlants de passar a expressar-se en castellà quan l’interlocutor parla en castellà o hom imagina que és castellanoparlant, pràctica que alguns autors també anomenen «norma de subordinació del català» (NSC). És un fenomen transversal, atès que l'experimenten catalanoparlants de qualsevol classe social, nivell cultural, edat, gènere i també de totes les tendències polítiques o ideològiques. Així mateix, és remarcable el fet que aquest procés de canvi es produeixi en persones amb un alt nivell de consciència lingüística. Per contra, el procés oposat és la denominada «norma de manteniment del català» (NMCt), terme utilitzat a partir d’uns estudis sociolingüístics fets per Rafel Torner.
Malgrat que es disposa de poca recerca explícita sobre el tema, tot sembla indicar que la pràctica de convergir cap al castellà no va esdevenir majoritària als territoris de llengua catalana fins al franquisme, tant per manca de competència en aquesta llengua com per resistència d’una part de la població. Progressivament es va anar imposant al llarg del segle xx, per bé que la implantació generalitzada de la norma de convergència cap al castellà va ser més tardana i possiblement més feble del que s'ha acostumat a transmetre. La majoria de recerques microsociolingüístiques tendeixen a partir del supòsit que, abans de la dècada de 1980, el seguiment de la norma de convergència al castellà era generalitzat, mentre que les recerques realitzades a partir dels vuitanta arriben a la conclusió que, tot i que el seguiment d’aquesta norma és encara majoritari, ja es detecten pràctiques que gradualment se n’aparten. Tanmateix, aquest raonament topa amb algunes contradiccions que fan pensar que la tendència a convergir cap al castellà no sols no s'ha invertit al llarg de les darreres dècades, sinó que a més s'ha continuat difonent entre les noves generacions de catalanoparlants. En aquest sentit, dades obtingudes de l’Enquesta sobre els usos lingüístics a Catalunya 2003 així ho constaten.
El psicòleg Quim Gibert explica que dins de la pràctica de la norma de convergència al castellà es pot identificar una subpràctica més específica que ell anomena «norma de convergència del català al castellà» (NCCC) i que implica no parlar català quan l’interlocutor s'expressa en castellà en el moment present i en el marc geogràfic de la Catalunya estricta. Des de la sociolingüística autoanomenada crítica, Q. Gibert, i també altres veus crítiques, adverteixen que fa alguns decennis que s'alimenta la conducta lingüística de la NCCC per mitjà de discursos i gestors promoguts per líders socials, que en forma de models i referents a imitar conviden no solament a la conducta mimètica sinó a la identificació i interiorització d’aquests patrons. La complicitat d’ambdues parts, és a dir de catalanoparlants i castellanoparlants, retroalimenta un cercle viciós que configura l'estructura del fenomen i que en definitiva crea un hàbit lingüístic.
Els sociolingüistes Francesc Xavier Vila i Mireia Galindo suggereixen que allò que convé replantejar des de la recerca sobre els usos lingüístics és l’autonomia que tenen les dinàmiques socials en aquest procés de convergència cap al castellà respecte de les polítiques públiques, en tant que tot duu a pensar que, en els processos de normalització o de substitució, aquestes dinàmiques tenen un espai força més ampli del que se’ls ha atribuït fins ara en les recerques del català.
Des d’una posició militant, el filòleg i sociolingüista Jordi Sedó, ha proposat un decàleg de raons per les quals mai no s'hauria de dimitir de la condició de catalanoparlant. Sedó lamenta que la major part de les ocasions en què coincideixen en una conversa persones que parlen normalment el català i persones que habitualment parlen el castellà, encara que d’aquestes últimes només n’hi hagi una, la circumstància es resol parlant tots en aquesta última llengua. I conclou que el respecte per la llengua de l’altre ha de tenir un límit clar: el respecte per la pròpia, la qual cosa comporta no abandonar-la pràcticament mai.